# Idéburna skolors riksförbund
Idéburna skolors riksförbund är en branschorganisation för icke-vinstdrivande idéburna friskolor i Sverige. Förbundet organiserar medlemsorganisationer i form av ideella föreningar, ekonomiska föreningar (kooperativ), stiftelser och aktiebolag (svb).

## Historia
Riksförbundet bildades formellt den 12 april 2013. Initiativtagare till förbundet var föreningen Idéburen skola som tidigare fungerat som en fristående lobbyorganisation för svenska idéburna friskolor och ordförande blev den tidigare ordföranden för Idéburen skola, Patrik Waldenström, vd stiftelsen Vackstanäsgymnasiet. Efter bildandet bestod förbundet av ett fyrtiotal idéburna friskolor som ville skapa ett alternativ till det betydligt större Friskolornas riksförbund.
Förbundet har sedan starten tagit tydlig ställning för idéburna friskolor och vill bland annat förena det fria skolvalet med ökad likvärdighet. Till skillnad från Friskolornas riksförbund tar förbundet avstånd från vinstdrivande friskolor och profilerar sig mot vinster i välfärden. Under våren 2015 blev skillnaden mellan de båda friskoleförbunden särskilt tydlig. Det framgår av replikskiften mellan de båda förbunden i Aftonbladet och mellan Idéburna skolors riksförbunds Birgitta Ljung och Marcus Strömberg, vd Academedia och styrelseledamot i Friskolornas riksförbund.
I mars 2014 efterträddes förbundets första ordförande Patrik Waldenström av Håkan Wiclander, chef ABF Stockholm.
Sedan 2021 driver förbundet forskningsinstitutet Ifous tillsammans med Friskolornas riksförbund och Sveriges Kommuner och Regioner.

## Medlemskap och medlemmar
Medlemsorganisationer med en eller flera skolor som verkar som förskolor, grundskolor, gymnasieskolor, yrkeshögskolor, högskolor, komvux eller folkhögskolor kan vara medlemmar i Idéburna skolors riksförbund. Bland medlemmarna finns bland annat friskolor med alternativpedagogiska inriktningar som Waldorf-, Freinet- och Montessoriskolorna men också naturbruksgymnasier, friskolor med yrkesinriktningar, konfessionella friskolor och friskolor med andra pedagogiska eller idémässiga inriktningar. Bland de större medlemmarna finns Grillska gymnasiet (i flera städer) och Fryshusets gymnasium.